# Stela Nascimento
 Stela Nascimento Santos(São Paulo, 26 de abril de 1967)  é uma ex-voleibolista indoor brasileira que atuou como Centralem clubes nacionais e também internacionais, e em sua carreira destacam-se a conquista da medalha de ouro na primeira edição do Campeonato Mundial de Clubes em 1991 no Brasil, também sagrou-se tricampeã do Campeonato Sul-Americano de Clubes nos anos de 1989, 1990, 1991, realizados no Chile, Argentina e Brasil, respectivamente;além da conquista da medalha de prata na Copa Challenge CEV 1993-1994.

## Carreira
Stela iniciou sua trajetória no voleibol nas categorias de base do São Paulo F.C., no qual permaneceu atuando de 1980 a 1984, em seguida transferiu-se para o C.A.Paulistano  sendo contratada para o período de 1984 a 1986 e foi vice-campeã do Campeonato Paulista de 1984.
Em 1986 foi atleta do Pão de Açúcar; já no ano de 1987 passou atuar pelo Sadia E.C   e sagrou-se tricampeã paulista consecutivamente nos anos de 1988, 1989 e 1990, de maneira análoga obteve o tricampeã da Liga Nacional nas temporadas 1988-89, 1989-90.Pela Sadia também conquistou o tricampeonato nas edições do Campeonato Sul-Americano de Clubes nos anos de 1989, 1990 e 1991, cujas sedes foram  em Santiago-Chile, Buenos Aires-Argentina e Ribeirão Preto-Brasil, respectivamente e o  título do I Campeonato Mundial de Clubes de 1991, realizado em São Paulo-Brasil.
No período esportivo 1991-92 transferiu-se para o voleibol italiano e representou o Nausicaa Reggio Calabria classificando-se em nono lugar na fase de classificação da Liga A1 Italiana, e nos playoffs sua equipe foi eliminada, ocorrendo o mesmo na Copa A1 Itália.Em sua segnda temporada pelo Nausicaa Reggio Calabria alcançou a décima segunda posição na Liga A1 Italiana 1992-93.
Também atuou pela Impresem Agrigento e foi semifinalista nos playoffs da Liga A1 Italiana 1993-94, quando encerrou no quarto lugar; avançando as oitavas de final da Copa A1 Itália e conquistando o bronze na Copa Itália (Final Four), encerrando com o bronze.Por esse clube sagrou-se nesta temporada vice-campeã da Copa CEV, nomenclatura anterior a Challenge Cup.

## Títulos e resultados
- Campeonato Brasileiro:1988-89, 1989-90, 1990-91[3]
- Liga A1 Italiana:1993-94[10]
- Copa Itália:1993-94[10]
- Campeonato Paulista:1988, 1989, 1990
- Campeonato Paulista:1984

## Premiações individuais
[carece de fontes?]